# Equação de Fenske

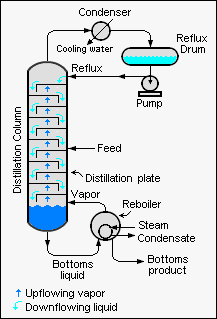
Fracionamento de refluxo total.

Na engenharia química, a equação de Fenske é utilizada na destilação fracionada para calcular o número mínimo de prateleiras teóricas necessárias para a separação de alimentos por uma coluna de fracionamento, a qual é operada por um condensador Allihn. A primeira e a mais comum fórmula para esta teoria de Merrell Fenske, ex-professor da Universidade Estadual da Pensilvânia, é descrita como:
{\displaystyle \ N={\frac {\log \,{\bigg [}{\Big (}{\frac {X_{d}}{1-X_{d}}}{\Big )}{\Big (}{\frac {1-X_{b}}{X_{b}}}{\Big )}{\bigg ]}}{\log \,\alpha _{avg}}}},
onde:
- {\displaystyle N} é o número mínimo de prateleiras teóricas necessárias a um operador de refluxo total,
- {\displaystyle X_{d}}  é a fração molar de maior volatilidade em uma sobrecarga,
- {\displaystyle X_{b}}  é a fração molar de maior volatilidade em partes inferiores,
- {\displaystyle \alpha _{avg}}  é a média da volatilidade relativa.